# Pterostichus vicinus
Pterostichus vicinus är en skalbaggsart som beskrevs av Mannerheim. Pterostichus vicinus ingår i släktet Pterostichus och familjen jordlöpare. Inga underarter finns listade i Catalogue of Life.